# سونيك دريفت 2
سونيك دريفت 2 (بالإنجليزية: Sonic Drift 2)‏، هي لعبة فيديو يابانية، صدرت في الأسواق سنة 1995، وتعمل على منصة غيم غير الحصرية، وهي من تطوير ونشر شركة سيغا، وهي الجزء الثاني من السلسلة الفرعية للعبة سونيك دريفت.